# Рецюнс
Рецюнс (на немски: Rhäzüns) е община в кантон Граубюнден, Швейцария с 1463 жители (към 31 декември 2016).

## История
Рецюнс е споменат за пръв път в документ през 840 г. като Raezunne. Oт 1137 до 1819 г. Господството Рецюнс (на немски: Herrschaft Rhäzüns) е господство, територия на Свещената Римска империя. Фрайхерин Урсула фон Рецюнс († 17 февруари 1477), дъщеря наследничка на фрайхер Георг Брун фон Рецюнс, се омъжва през 1432 г. за граф Айтел Фридрих I фон Хоенцолерн (* ок. 1384, † 1439). През 1461 г. господството Рецюнс става собственост на графовете фон Хоенцолерн.

- Рецюнс
- Рецюнс с двореца Рецюнс
- Дворец Рецюнс
- Църквата Носадуса (Рождението на Мария)